# Nordische Skiweltmeisterschaften 2029
Die 57. Nordischen Skiweltmeisterschaften sollen 2029 in Lahti (Finnland) abgehalten werden.

## Vergabe
Lahti war der einzige Bewerber für die Wettkämpfe 2029. Ursprünglich sollte die Vergabe am 4. Juni 2024 auf dem FIS Kongress in Reykjavík erfolgen, jedoch erfüllte die Bewerbung nicht alle notwendigen Anforderungen, woraufhin die FIS eine Nachfrist von 30 Tagen gewährte.
Am 4. Juli 2024 bestätigte die FIS, dass Lahti den Zuschlag für 2029 erhalten habe.
Lahti war bereits 1926, 1938, 1958, 1978, 1989, 2001 sowie 2017 Ausrichter von Nordischen Skiweltmeisterschaften. Somit ist Lahti mit acht Austragungen Rekordausrichter von Nordischen Skiweltmeisterschaften.